# Guy Hamilton
Guy Hamilton (París, Francia, 16 de septiembre de 1922-Palma de Mallorca, España, 20 de abril de 2016) fue un director de cine británico.

## Biografía
Hijo de un diplomático británico, nació y pasó la mayor parte de su juventud con su familia en Francia, aparentemente destinado a hacer carrera en el servicio diplomático. Al crecer, quedó fascinado por el cine francés (y, en particular, por las películas de Jean Renoir). Esto le inculcó la ambición de convertirse en director. En 1939, Hamilton consiguió su primer trabajo como claqueta en los estudios Victorine de Niza (ahora conocidos como Estudios Riviera). Trabajó como asistente para Carol Reed en filmes que incluían The Fallen Idol y El tercer hombre, todo esto antes de dirigir su primer filme, The Ringer, en 1952. Desde los años 50 hasta los 80 dirigió 22 filmes, entre los cuales se incluyen cuatro películas de la serie de James Bond. Aunque estas películas consolidaron su reputación, muchos de sus trabajos posteriores (Fuerza 10 de Navarone (1978), Remo, desarmado y peligroso (1985) resultaron menos entrañables.
A mediados de la década de 1980, Hamilton se retiró a la isla de Mallorca con su segunda esposa, la actriz Kerima (que había coprotagonizado "Proscritos de las islas"). Allí falleció el 20 de abril de 2016 a los 93 años.

## Filmografía

### James Bond
- Goldfinger (1964)
- Diamantes para la eternidad (1971)
- Vive y deja morir (1973)
- El hombre de la pistola de oro (1974)

### Otras películas
- An Inspector Calls (1954)
- The Colditz Story (1955) (coescrita por él)
- A Touch of Larceny (1959)
- The Best of Enemies (Su mejor enemigo) (1961)
- Funeral in Berlin (1967)
- La batalla de Inglaterra (1969)
- Force 10 from Navarone (1978)
- El espejo roto (1980)
- Muerte bajo el sol (1982)
- Remo, desarmado y peligroso (1985)
- Try This One for Size (1989)